# Deutschland. Ein Wintermärchen

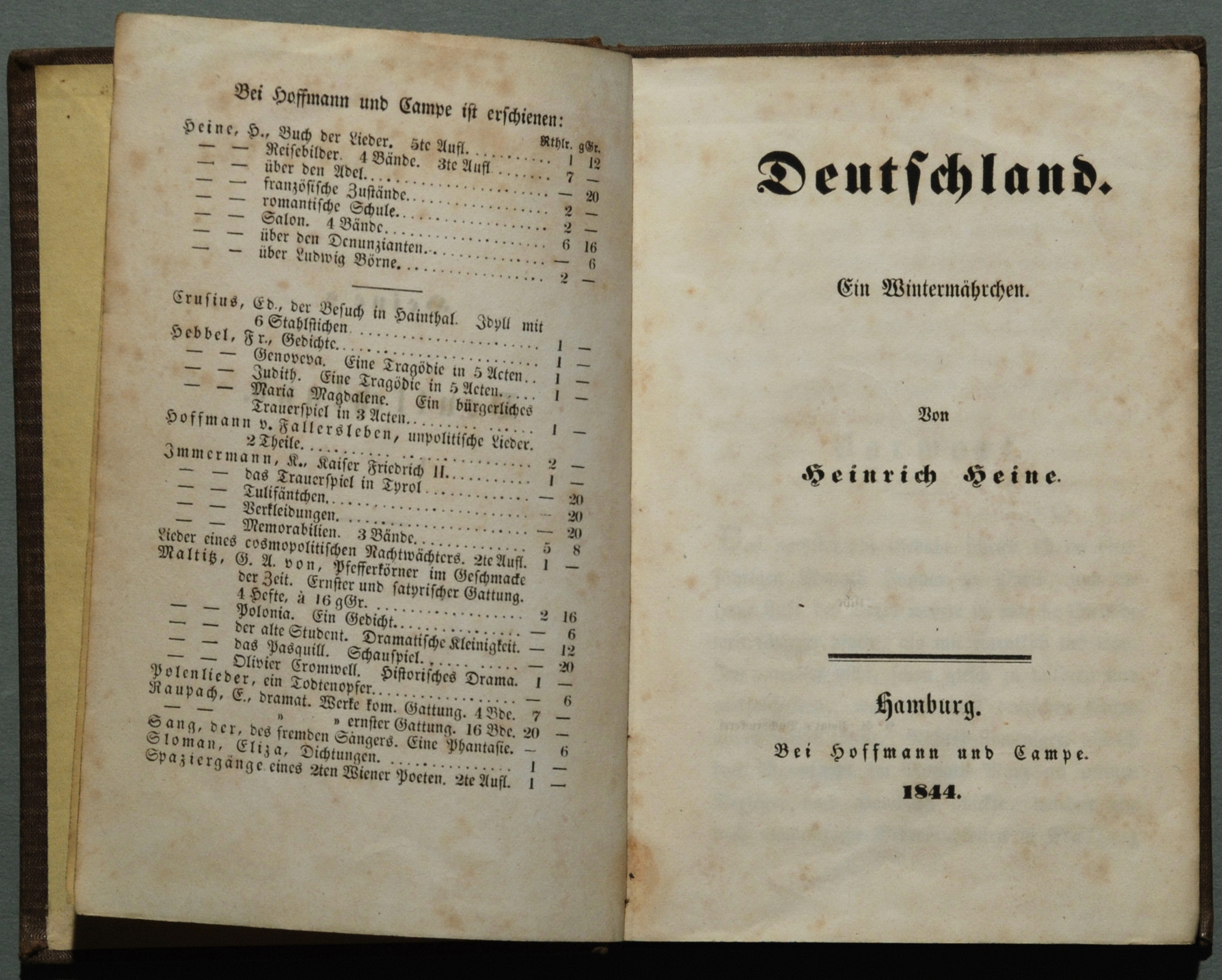

Deutschland. Ein Wintermärchen is een satirisch epos in verzen van de hand van de Duitse schrijver Heinrich Heine (1797–1856). 
Vanaf het begin van de Restauratie in Duitsland moest Heine vrezen voor censuur, waardoor hij in 1831 naar Frankrijk emigreerde. In 1835 werden al zijn werken door het parlement verboden, net als die van andere schrijvers die behoorden tot het zgn. Junges Deutschland.   
Deutschland. Ein Wintermärchen is zoals de titel al aangeeft een sprookje/vertelling over het Duitsland uit de tijd van Heine, dat eigenlijk slapende was. De ik-figuur van het boek vertelt het verhaal van de reis van een Duitser die in ballingschap verblijft in Parijs en toch naar Hamburg gaat waar hij Hammonia ontmoet. Hij bezoekt daarbij eerst Aken en Keulen en rijdt vervolgens via het Teutoburgerwoud en Minden naar het noorden. De ik-persoon oefent ondanks al zijn verbondenheid met de Duitse cultuur (en het eten!) forse kritiek uit op het Duitse chauvinisme en militarisme.

## Nederlandse vertalingen
- Duitsland, een wintersprookje, vert. Mark Braet, 1997
- Duitsland, een wintersprookje en andere gedichten, vert. Peter Verstegen, 2009